# John H. Rousselot

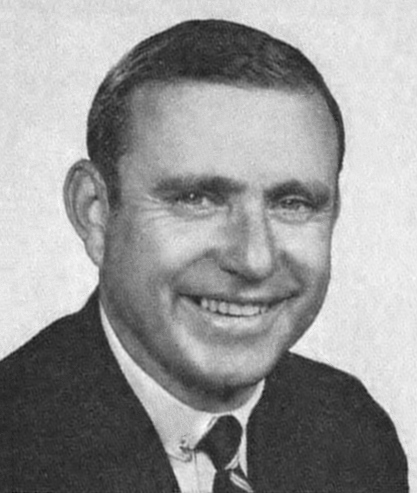
John H. Rousselot (1973)

John Harbin Rousselot (* 1. November 1927 in Los Angeles, Kalifornien; † 11. Mai 2003 in Irvine, Kalifornien) war ein US-amerikanischer Politiker. Zwischen 1961 und 1983 vertrat er zwei Mal den Bundesstaat Kalifornien im US-Repräsentantenhaus.

## Werdegang
John Rousselot besuchte die öffentlichen Schulen seiner Heimat. Danach studierte er bis 1949 am Principia College in Elsah (Illinois). Anschließend arbeitete er als Versicherungsvertreter. In den Jahren 1954 und 1955 war er in der Öffentlichkeitsabteilung der Firma Pacific Finance Corp. in Los Angeles tätig. Von 1958 bis 1960 arbeitete er ebenfalls in der Öffentlichkeitsabteilung der Federal Housing Administration in Washington, D.C. Gleichzeitig begann er als Mitglied der Republikanischen Partei eine politische Laufbahn. Im August 1956 war er Delegierter zur Republican National Convention in San Francisco, auf der Präsident Dwight D. Eisenhower zur Wiederwahl nominiert wurde.
In den Jahren 1956 und 1957 gehörte Rousselot dem Staatsvorstand der Republikaner für Kalifornien an. Bei den Kongresswahlen des Jahres 1960 wurde er im 25. Wahlbezirk von Kalifornien in das US-Repräsentantenhaus in Washington gewählt, wo er am 3. Januar 1961 die Nachfolge von George A. Kasem antrat. Da er im Jahr 1962 nicht bestätigt wurde, konnte er bis zum 3. Januar 1963 zunächst nur eine Legislaturperiode im Kongress absolvieren. In der Folge arbeitete er als Geschäftsberater. Nach dem Tod des Abgeordneten Glenard P. Lipscomb wurde Rousselot bei der fälligen Nachwahl für den 24. Sitz seines Staates als dessen Nachfolger in das US-Repräsentantenhaus gewählt, wo er am 30. Juni 1970 sein neues Mandat antrat. Nach sechs Wiederwahlen konnte er bis zum 3. Januar 1983 im Kongress verbleiben. Seit 1976 vertrat er dort als Nachfolger von Thomas M. Rees den 26. Distrikt von Kalifornien. In seine Zeit als Kongressabgeordneter fielen das Ende des Vietnamkrieges und der Bürgerrechtsbewegung sowie im Jahr 1974 die Watergate-Affäre.
1982 wurde John Rousselot nicht wiedergewählt. Im Jahr 1983 gehörte er zum Beraterstab von Präsident Ronald Reagan. Von 1985 bis 1988 war er Präsident des National Council of Saving Institutions. 1992 bewarb er sich erfolglos um seine Rückkehr in den Kongress. John Rousselot starb am 11. Mai 2003 in Irvine.